# Jérôme Cousin
Jérôme Cousin, nascido a 5 de junho de 1989 em Saint-Sébastien-sul-Loire, é um ciclista francês, membro da equipa Direct Énergie.

## Biografia
Membro da equipa  Team Ou Nantes-Atlantique em categoria júnior em 2007, Jérôme Cousin obteve a medalha de prata em perseguição e em perseguição por equipa nos Campeonatos de Europa em categoria júnior celebrados em Cottbus. Ademais foi campeão de #o França em perseguição júnior onde bateu o recorde da França nesta categoria percorrendo os três quilómetros em 3 minutos 23 segundos. No final da temporada, decidiu correr a partir de 2008 com a equipa Vendée Ou, filial da equipa ProTour Bouygues Telecom, com o fim de compartilhar a rota e a pista em categoria sub-23.
Em 2008 e 2009, Jérôme Cousin foi campeão da França em perseguição por equipas em categoria elite e campeão da França em categoria sub-23. Ganhou a medalha de prata nos campeonatos da Europa nesta mesma modalidade em categoria sub-23 em 2008 em Pruszków. Também obteve bons resultados em estrada ao ganhar uma etapa na Ronde de l'Isard d'Ariège. Foi seleccionado pela equipa de #o França sub-23 em várias ocasiões chegando a participar com sua selecção em 2010 no Tour de Thuringe (10º) e no Tour do Porvenir.
Em setembro de 2010, assinou um contrato profissional para a temporada 2011 com a equipa BBox Bouygues Telecom repatrocinado com o nome de Europcar, no que já esteve como stagiaire em 2009 e 2010.
Em 2011, disputou o Tour de Romandia, terminou 9º da Polynormande e 7º, sendo o mais jovem da geral da Volta a Dinamarca.
No mês de março de 2012, ganhou sua vitória mais importante até esse momento ao conquistar, a corrida de uma semana de duração, o Tour de Normandía.

## Palmarés
2010
- 1 etapa de ronde-a de l'Isard d'Ariège

2012
- Tour de Normandia, mais 1 etapa
- 1 etapa do Rhône-Alpes Isère Tour

2013
- 1 etapa da Étoile de Bessèges

2018
- 1 etapa da Paris-Nice

## Resultados nas Grandes Voltas
| Corrida            | 2011 | 2012 | 2013 | 2014 | 2015 | 2016 | 2017 | 2018 |
| ------------------ | ---- | ---- | ---- | ---- | ---- | ---- | ---- | ---- |
| Giro de Itália     | -    | -    | -    | -    | -    | -    | -    | -    |
| Tour de França     | -    | -    | 156º | -    | -    | 121º | -    | -    |
| Volta a Espanha    | -    | -    | -    | 78º  | 73º  | 129º | -    | -    |
| Mundial em Estrada | -    | -    | -    | -    | -    | -    | -    | -    |

-: não participa
Ab.: abandono